# Lex Iulia (90 av. J.-C.)
Pour les articles homonymes, voir Lex Iulia.
La Lex Iulia de civitate Latinis danda est introduite en -90 par le consul Lucius Julius Caesar III, qui offre la citoyenneté romaine à tous les citoyens de villes italiennes qui n'avaient pas pris les armes contre Rome durant la guerre sociale.